# Чагарниця чубата
Чагарни́ця чубата (Garrulax leucolophus) — вид горобцеподібних птахів родини Leiothrichidae. Мешкає в Гімалаях і Південно-Східній Азії.

## Опис
Довжина птаха становить 26–31 см, з яких на хвіст припадає 13-15 см, вага 108–131 г. Голова, шия, горло і груди білі, на голові великий чуб. Потилиця сірувата. На обличчі чорна "маска". Решта тіла має коричневе забарвлення, відділене від білих грудей  і шиї широкою рудуватою смугою. Хвіст темно-оливково-коричневий. У самиць чуб менший, ніж в самців, спина тьмяніша, а сірий відтінок на потилиці більш помітний. У молодих птахів чуб і хвіст коротші, "маска" дещо світліша, потилиця коричнювата, а верхня частина тіла яскравіша. Чубатим чагарницям притаманний гучний, різноманітний щебет.
Представники різних підвидів мають деяку різницю у забарвленні: у представників G. l. patkaicus спина яскравіша, каштанова, у представників G. l. belangeri нижня частина грудей також біла, і нижня частина тіла загалом світліша, у представників G. l. diardi нижня частина тіла ще більш білувата, а верхня — яскравіша.

## Підвиди
Виділяють чотири підвиди:
- G. l. leucolophus (Hardwicke, 1816) — Гімалаї і південно-східний Тибет;
- G. l. patkaicus Reichenow, 1913 — Північно-Східна Індія, західна М'янма і західний Юньнань;
- G. l. belangeri Lesson, R, 1831 — від центральної М'янми до південно-західного Таїланду;
- G. l. diardi (Lesson, R, 1831) — від східної М'янми і південного Китаю до Індокитаю.

Двоколірна чагарниця раніше вважалася підвидом чубатої чагарниці, однак була визнана окремим видом.

## Поширення і екологія
Чубаті чагарниці мешкають в Індії, Непалі, Бутані, Бангладеш, М'янмі, Китаї, Таїланді, В'єтнамі, Лаосі і Камбоджі. В 1970-1980-х роках вони були інтродуковані в Малайзії і Сінгапурі. В Малайзії їхня популяція скоротилося вніслідок вилову, однак в Сингапурі вид вкорінивіся і навіть загрожує витісненням деяким місцевим видам, які мають схожу екологічну нішу, зокрема, бурій тордині. Також, вніслідок торгівлі дикими видами птахів. чубата чагарниця опинилася у США і Великій Британії, однак про дикі популяції там не повідомлялося.
Чубаті чагарниці живуть у вологих гірнинніх і гірських тропічних лісах, в чагарникових і бамбукових заростях, в садах і на плантаціях. Зустрічаються на висоті до 2135 м над рівнем моря.

## Поведінка
Чубаті чагарниці зустрічаються в зграях, які нараховують від 6 до 12 (а у деяких випадках до 40) птахів. Живляться переважно безхребетними, а також ягодами, плодами, насінням, нектаром і дрібними хребетними. Шукають здобич на землі.
Сезон розмноження триває з лютого по вересень, за сезон може вилупитися кілька виводків. Чубаті чагарниці починають розмножкуватися на другому році життя. Їхні гнізда неглибокі, чашоподібні, зроблені з листя бамбука, трави і стебел. Вони розміщується в чагарникових заростях і на деревах, на висоті від 2 до 6 м над землею. В кладці від 2 до 6 білосніжних яєць вагою 6,5 г. Інкубаційний період триває 13-17 днів, пташенята покриваються пір'ям на 14-16 день. Насиджують яйця і доглядають за пташенятами як самиці, там і самці. Чубатим чагарницям притаманне колективне насиджування і колективний догляд за пташенятами.